# Polittico dei Gesuati
Le Polittico dei Gesuati (soit en français le « polyptyque des Jésuates ») est un retable polyptyque  peint  par Sano di Pietro en 1444, conservé à la pinacothèque nationale de Sienne.

## Histoire
Peint  pour le couvent des Jésuates de San Girolamo à Sienne, l'ensemble complet polyptyque comprenait également une  prédelle aux  éléments dispersés dans la collection Campana rachetée  pour le musée Napoléon III (qui devint le musée du Louvre).

## Iconographie
La Vierge à l'Enfant trônant est entourée de saintes figures : anges, Jésus triomphant dans les cieux, saints-patrons locaux ou populaires, le tout dans un assemblage de panneaux liés par un décor architectonique de bois doré à arguments gothiques (colonnettes, pinacles, cuspides).

## Description
Registre supérieurAu centre Jésus rédempteur trônant et  bénissant dans une chaire tripartite sous une corniche trilobée, laissant voir derrière lui des doubles  paires d'ailes colorées d'anges séraphins.
les quatre  cuspides affichent immédiatement une Annonciation d'encadrement (l'ange annonciateur à gauche, Marie annoncée à droite)  et plus éloignés les saints Côme et Damien.
Registre inférieur
Panneau central : Vierge à l'Enfant trônant en Maestà entouré de six anges, avec le  béat  Jean Colombini, en orant à genoux.
Panneaux latéraux : à gauche (depuis l'extérieur) en grandes figures : saint Dominique, saint Jérôme ; à droite, saint Augustin, saint François d'Assise.
les pilastres extérieursà gauche, avec (de bas en haut) les saints Pierre, Antoine abbé, Marie-Madeleine ; à droite, les saints Jacques, Éphrem le Syrien, Catherine d'Alexandrie.

## Éléments dispersés
Cinq panneaux de la prédelle (conservés au musée du Louvre)   des scènes de la vie de saint Jérôme, traducteur de la Bible :

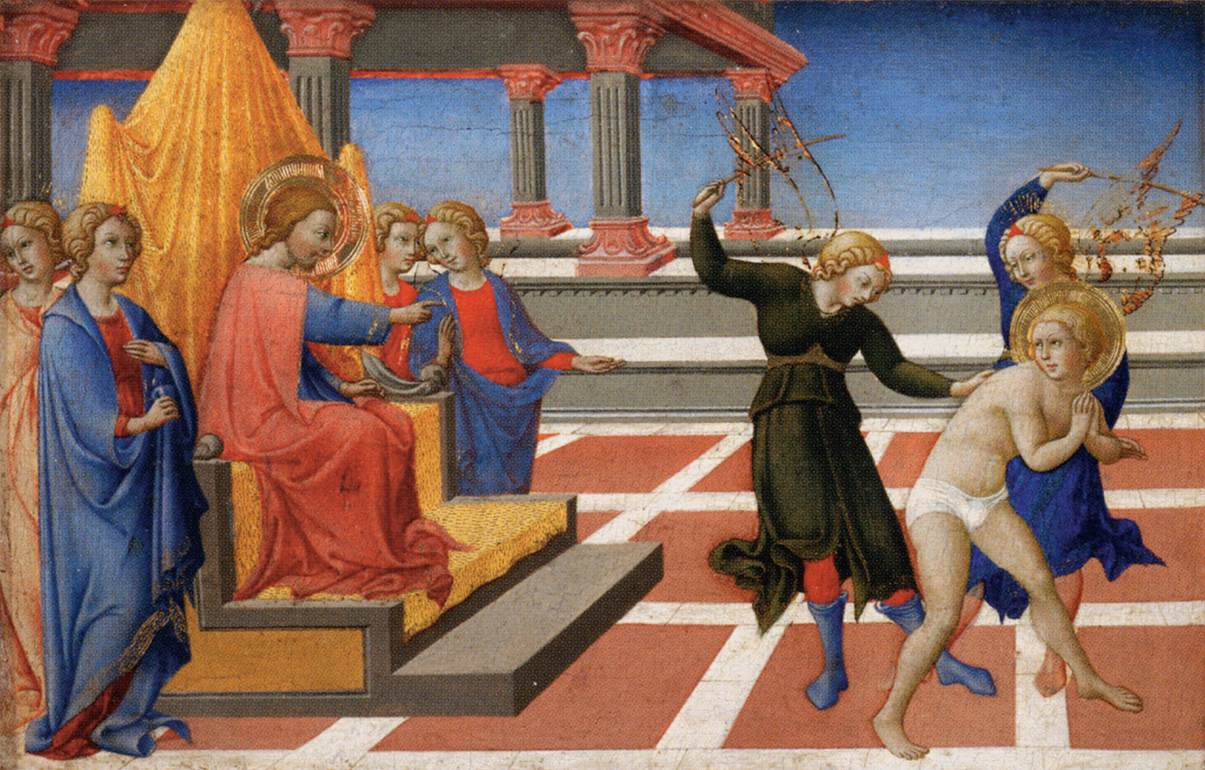
Le Rêve de saint Jérôme
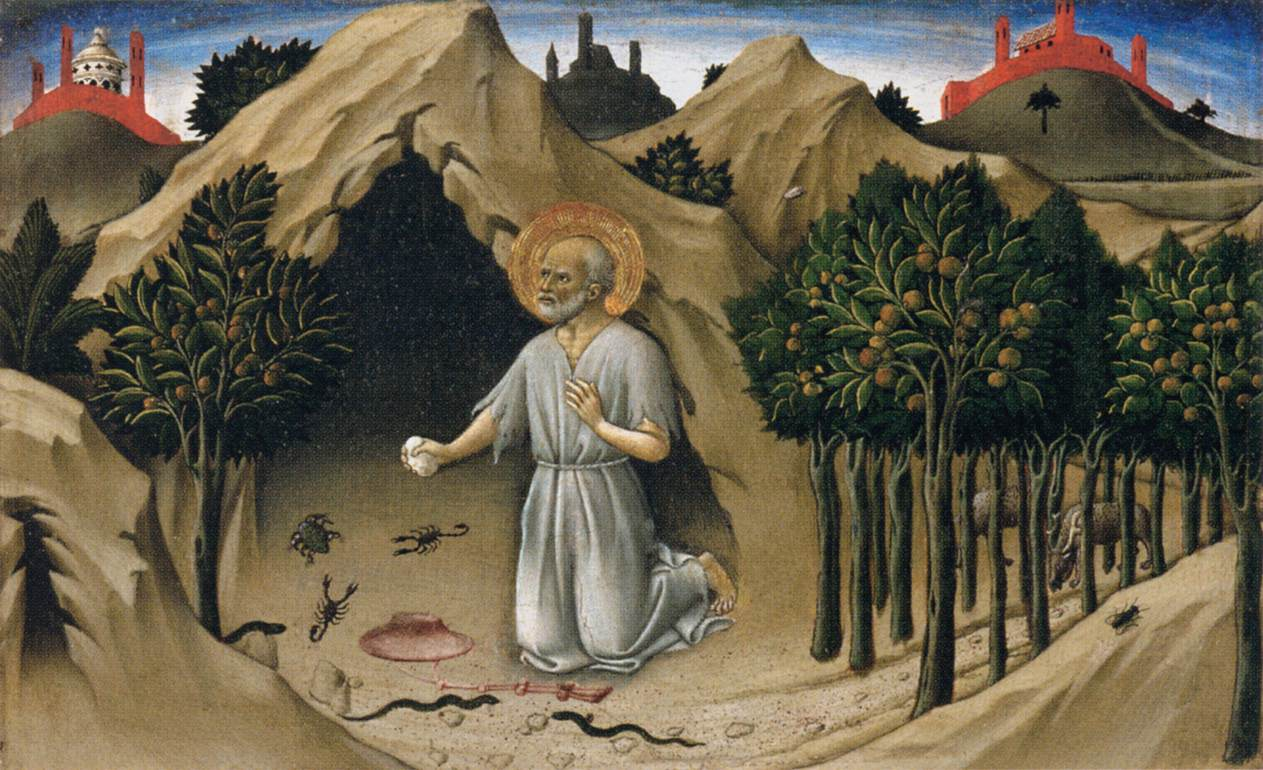
La Pénitence de saint Jérôme
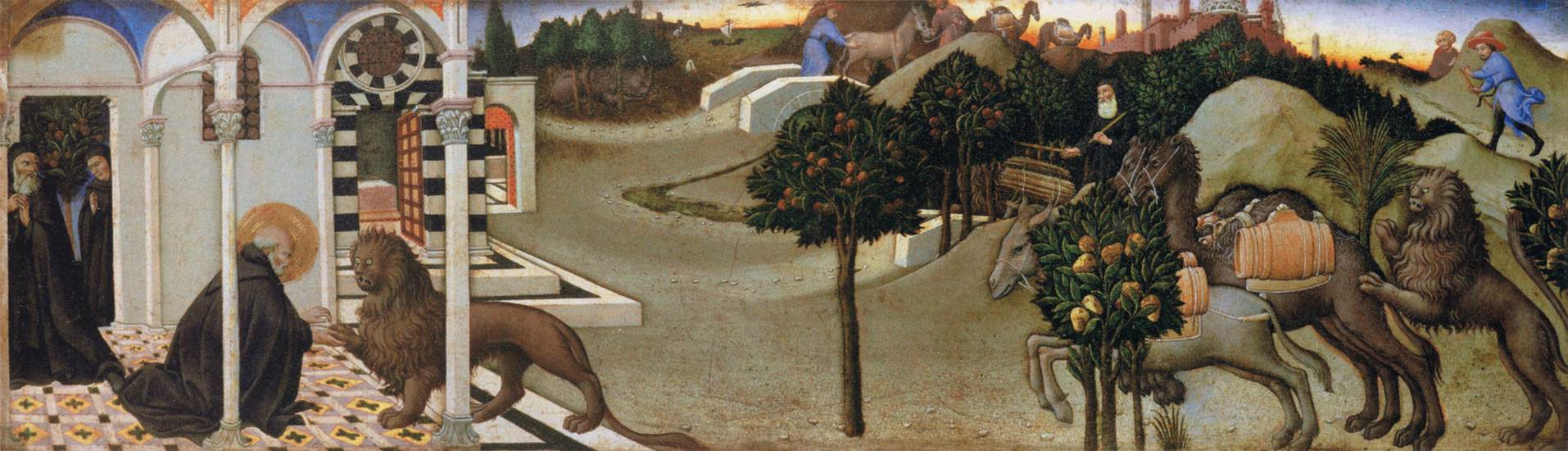
Le Lion apprivoisé
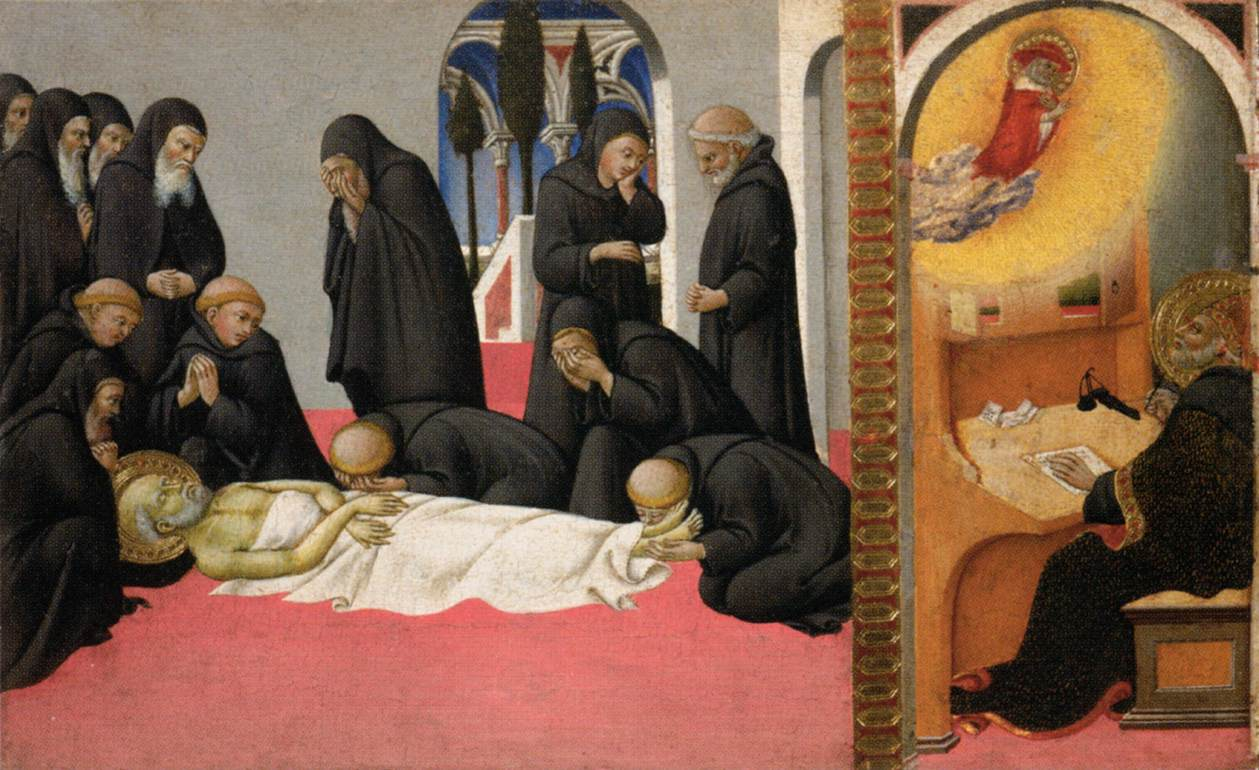
La Mort de saint Jérôme
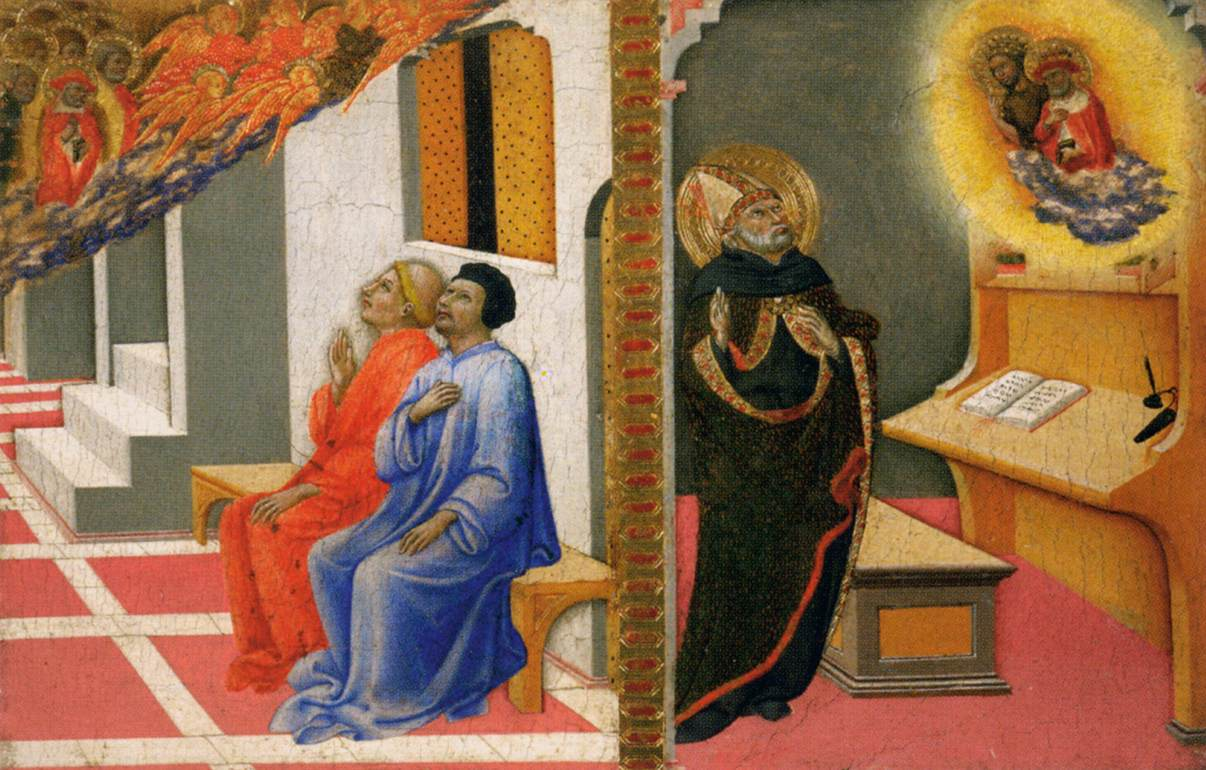
L'Apparition à saint Cyrille